# Нова Каховка
Нова Каховка (на украински: Нова Каховка) е град в Южна Украйна, Херсонска област.
Основан е през 1952 година. Населението му е около 52 611 души.